# Летонија на Светском првенству у атлетици на отвореном 2011.
Летонија је на 13. Светском првенству у атлетици на отвореном 2011. одржаном у Тегу од 27—4. септембра, учествовала десети пут, односно учествовала је под данашњим именом на свим првенствима од 1993. до данас. Репрезентацију Летоније представљала су 13 такмичара (7 мушкараца и 6 жена) који су се такмичили у 9 дисциплине (5 мушких и 4 женске) ,
На овом првенству Летонија је по броју освојених медаља делила 24. место са 1 освојеном медаљом (1 сребрна). У табели успешности према броју и пласману такмичара који су учествовали у финалним такмичењима (првих 8 такмичара) Летонија је са 1 учесником у финалу делила 41. место са 7 бодова.
| Плас. | Земља    | 1. место | 2. место | 3. место | 4. место | 5. место | 6. место | 7. место | 8. место | Бр. финал. | Бод. |
| ----- | -------- | -------- | -------- | -------- | -------- | -------- | -------- | -------- | -------- | ---------- | ---- |
| =41.  | Летонија | 0        | 1        | 0        | 0        | 0        | 0        | 0        | 0        | 1          | 7    |

## Учесници
| Мушкарци: - Роналдс Арајс — 100 м - Дмитријус Јуркевичс — 1.500 м - Игорс Казакевикс — 50 км ходање - Игорс Соколовс — Бацање кладива - Ерикс Рагс — Бацање копља - Вадимс Василевскис — Бацање копља - Зигисмундс Сирмаис — Бацање копља | Жене: - Агнесе Пастаре — 20 км ходање - Инета Радевича — Скок удаљ - Лаума Грива — Скок удаљ - Мадара Паламејка — Бацање копља - Синта Озолина-Ковале — Бацање копља - Аига Грабусте — Седмобој |  |

## Резултати

### Мушкарци
| Атлетичар           | Дисциплина     | Лични рекорд | Квалификације | Квалификације | Полуфинале            | Полуфинале            | Финале                | Финале            | Детаљи |
| Атлетичар           | Дисциплина     | Лични рекорд | Резултат      | Место         | Резултат              | Место                 | Резултат              | Место             | Детаљи |
| ------------------- | -------------- | ------------ | ------------- | ------------- | --------------------- | --------------------- | --------------------- | ----------------- | ------ |
| Роналдс Арајс       | 100 м          | 10,18        | 10,52         | 5. у гр. 1    | Нису се квалификовали | Нису се квалификовали | Нису се квалификовали | 42 / 54 (56)      |        |
| Дмитријус Јуркевичс | 1.500 м        | 3:37,35      | 3:42,69       | 9. у гр. 2    | Нису се квалификовали | Нису се квалификовали | Нису се квалификовали | 30 / 37 (38)      |        |
| Игорс Казакевикс    | 50 км ходање   | 3:52:38      |               |               |                       |                       | Није завршио трку     | Није завршио трку |        |
| Игорс Соколовс      | Бацање кладива | 80,14 НР     | 72,95         | 10. у гр. А   |                       |                       | Нису се квалификовали | 20 / 35           |        |
| Ерикс Рагс          | Бацање копља   | 86,47        | 77,34         | 11. у гр. A   | 20 / 36 (37)          |                       | Нису се квалификовали |                   |        |
| Вадимс Василевскис  | Бацање копља   | 90,73 НР     | 75,23         | 12. у гр. Б   | 25 / 36 (37)          |                       | Нису се квалификовали |                   |        |
| Зигисмундс Сирмаис  | Бацање копља   | 84,69        | 73,16         | 17. у гр. Б   | 32 / 36 (37)          |                       | Нису се квалификовали |                   |        |

### Жене
| Атлетичарка          | Дисциплина   | Лични рекорд | Квалификације | Квалификације | Финале                | Финале       | Детаљи |
| Атлетичарка          | Дисциплина   | Лични рекорд | Резултат      | Место         | Резултат              | Место        | Детаљи |
| -------------------- | ------------ | ------------ | ------------- | ------------- | --------------------- | ------------ | ------ |
| Агнесе Пастаре       | 20 км ходање | 1:31:25      |               |               | 1:37:48               | 25 / 37 (40) |        |
| Инета Радевича       | Скок удаљ    | 6,92 НР      | 6,59 кв       | 5. у гр. Б    | 6,76 ЛРС              |              |        |
| Лаума Грива          | Скок удаљ    | 6,86         | 6,27          | 12. у гр. А   | Није се квалификовала | 23 / 34 (36) |        |
| Мадара Паламејка     | Бацање копља | 64,51 НР     | 59,78 кв      | 6. у гр. А    | 58,08                 | 10 / 28      |        |
| Синта Озолина-Ковале | Бацање копља | 60,13        | 58,15         | 9. у гр. Б    | Није се квалификовала | 18 / 28      |        |

#### Седмобој
| Дисциплина    | Аига Грабусте | Аига Грабусте | Аига Грабусте | Аига Грабусте | Аига Грабусте | Аига Грабусте |
| Дисциплина    | Лич. рек.     | Резултат      | Бод.          | Плас.         | Укупно        | Плас.         |
| ------------- | ------------- | ------------- | ------------- | ------------- | ------------- | ------------- |
| 100 м препоне | 13,46         | 14,06         | 970           | 25.           |               |               |
| Скок увис     | 1,79          | 1,71          | 867           | 24.           | 1.837         | 28.           |
| Бацање кугле  | 14,56         | 14,46 ЛРС     | 825           | 10.           | 2.662         | 21.           |
| 200 м         | 24,42         | 24,83         | 902           | 12.           | 3.564         | 21.           |
| Скок удаљ     | 6,65          | 6,45          | 991           | 3.            | 4.555         | 14.           |
| Бацање копља  | 46,40         | 45,82         | 779           | 9.            | 5.334         | 13.           |
| 800 м         | 2:12,49       | 2:14,82       | 895           | 12.           |               |               |
| Седмобој      | 6.507         |               |               |               | 6.229         | 10.           |